# Puchar Europy w narciarstwie alpejskim mężczyzn 2023/2024
Puchar Europy w narciarstwie alpejskim mężczyzn w sezonie 2023/2024 – 53. edycja tego cyklu. Pierwsze zawody odbyły się 7 grudnia 2023 r. w szwajcarskim Zinal, natomiast ostatnie rozegrano 22 marca 2024 r. w norweskim Kvitfjell. 
Tytułów w poszczególnych klasyfikacjach bronili:
- generalna:  Josua Mettler
- zjazd:  Marco Kohler
- supergigant:  Arnaud Boisset
- gigant:  Josua Mettler
- slalom:  Halvor Hilde Gunleiksrud

## Podium zawodów
| Lp. | Data             | Miejscowość         | Konkurencja | 1. miejsce                   | 2. miejsce         | 3. miejsce           |
| --- | ---------------- | ------------------- | ----------- | ---------------------------- | ------------------ | -------------------- |
| 1.  | 7 grudnia 2023   | Zinal               | Gigant      | Léo Anguenot                 | Fabian Gratz       | Livio Simonet        |
|     | 8 grudnia 2023   | Zinal               | Supergigant | Odwołano                     | Odwołano           | Odwołano             |
| 2.  | 14 grudnia 2023  | Santa Caterina      | Zjazd       | Vincent Wieser               | Manuel Traninger   | Livio Hiltbrand      |
| 3.  | 15 grudnia 2023  | Santa Caterina      | Zjazd       | Stefan Rieser                | Vincent Wieser     | Livio Hiltbrand      |
|     | 15 grudnia 2023  | Santa Caterina      | Supergigant | Odwołano                     | Odwołano           | Odwołano             |
| 4.  | 17 grudnia 2023  | Val di Fassa        | Slalom      | Steven Amiez                 | Linus Straßer      | Fabian Ax Swartz     |
| 5.  | 19 grudnia 2023  | Obereggen           | Slalom      | Reto Schmidiger              | Matthias Iten      | Eirik Hystad Solberg |
| 6.  | 21 grudnia 2023  | Valloire            | Gigant      | Christian Borgnaes           | Simon Talacci      | Joshua Sturm         |
| 7.  | 22 grudnia 2023  | Valloire            | Gigant      | Léo Anguenot                 | Christian Borgnaes | Flavio Vitale        |
| 8.  | 10 stycznia 2024 | Saalbach            | Supergigant | Florian Loriot               | Adrien Fresquet    | Giovanni Borsotti    |
| 9.  | 11 stycznia 2024 | Saalbach            | Supergigant | Felix Hacker                 | Rémi Cuche         | Florian Loriot       |
|     | 11 stycznia 2024 | Saalbach            | Zjazd       | Odwołano                     | Odwołano           | Odwołano             |
|     | 12 stycznia 2024 | Saalbach            | Zjazd       | Odwołano                     | Odwołano           | Odwołano             |
| 10. | 13 stycznia 2024 | Berchtesgaden       | Slalom      | Eirik Hystad Solberg         | Emil Pettersson    | Reto Schmidiger      |
| 11. | 14 stycznia 2024 | Berchtesgaden       | Slalom      | Fadri Janutin                | Theodor Brækken    | Noel von Grünigen    |
| 12. | 17 stycznia 2024 | Val Cenis           | Gigant      | Fabian Gratz                 | Livio Simonet      | Simon Talacci        |
|     | 18 stycznia 2024 | Val Cenis           | Gigant      | Odwołano                     | Odwołano           | Odwołano             |
| 13. | 22 stycznia 2024 | Tarvisio            | Supergigant | Vincent Wieser               | Stefan Eichberger  | Christoph Krenn      |
| 14. | 25 stycznia 2024 | Tarvisio            | Zjazd       | Lars Rösti                   | Luis Vogt          | Marco Pfiffner       |
| 15. | 26 stycznia 2024 | Tarvisio            | Zjazd       | Nicolò Molteni               | Lars Rösti         | Adrien Fresquet      |
| 16. | 5 lutego 2024    | Gstaad-Saanenland   | Slalom      | Fabian Ax Swartz             | Theodor Brækken    | Matthias Iten        |
| 17. | 6 lutego 2024    | Gstaad-Saanenland   | Slalom      | Theodor Brækken              | Tanguy Nef         | Fabian Ax Swartz     |
|     | 12 lutego 2024   | Maribor             | Gigant      | Odwołano                     | Odwołano           | Odwołano             |
|     | 13 lutego 2024   | Maribor             | Gigant      | Odwołano                     | Odwołano           | Odwołano             |
|     | 17 lutego 2024   | Bjelašnica/Sarajewo | Supergigant | Odwołano                     | Odwołano           | Odwołano             |
|     | 18 lutego 2024   | Bjelašnica/Sarajewo | Supergigant | Odwołano                     | Odwołano           | Odwołano             |
| 18. | 21 lutego 2024   | Sella Nevea         | Supergigant | Florian Loriot               | Giovanni Franzoni  | Christoph Krenn      |
| 19. | 22 lutego 2024   | Sella Nevea         | Supergigant | Florian Loriot               | Giovanni Franzoni  | Christoph Krenn      |
| 20. | 26 lutego 2024   | Pass Thurn          | Gigant      | Noel Zwischenbrugger         | Flavio Vitale      | Hans Grahl-Madsen    |
| 21. | 27 lutego 2024   | Pass Thurn          | Gigant      | Jesper Wahlqvist             | Jonas Stockinger   | Noel Zwischenbrugger |
|     | 29 lutego 2024   | Stoos               | Supergigant | Odwołano                     | Odwołano           | Odwołano             |
|     | 1 marca 2024     | Stoos               | Supergigant | Odwołano                     | Odwołano           | Odwołano             |
| 22. | 5 marca 2024     | Verbier             | Zjazd       | Manuel Traninger             | Christoph Krenn    | Stefan Rieser        |
| 23. | 7 marca 2024     | Verbier             | Zjazd       | Lars Rösti                   | Manuel Traninger   | Christoph Krenn      |
| 24. | 8 marca 2024     | Verbier             | Supergigant | Arnaud Boisset               | Emanuele Buzzi     | Stefan Eichberger    |
|     | 8 marca 2024     | Verbier             | Supergigant | Odwołano                     | Odwołano           | Odwołano             |
| 25. | 10 marca 2024    | Kläppen             | Slalom      | Eduard Hallberg              | Tanguy Nef         | Fabian Ax Swartz     |
| 26. | 11 marca 2024    | Kläppen             | Slalom      | Theodor Brækken              | Noel von Grünigen  | Joaquim Salarich     |
| 27. | 13 marca 2024    | Trysil              | Gigant      | Jesper Wahlqvist             | Stefan Luitz       | Fredrik Møller       |
| 28. | 14 marca 2024    | Trysil              | Gigant      | Diego Orecchioni             | Hannes Zingerle    | Jonas Stockinger     |
| 29. | 17 marca 2024    | Hafjell             | Slalom      | Eduard Hallberg              | Theodor Brækken    | Fabian Ax Swartz     |
| 30. | 18 marca 2024    | Hafjell             | Gigant      | Diego Orecchioni             | Jesper Wahlqvist   | Marco Fischbacher    |
| 31. | 21 marca 2024    | Kvitfjell           | Zjazd       | Livio Hiltbrand              | Nicolò Molteni     | Marco Pfiffner       |
| 32. | 22 marca 2024    | Kvitfjell           | Supergigant | Jacob Schramm Nicolò Molteni | —                  | Giovanni Franzoni    |

## Wyniki reprezentantów Polski

### Gigant
| Zawodnik | Zinal 07.12 | Valloire 21.12 | Valloire 22.12 | Val Cenis 17.01 | Pass Thurn 26.02 | Pass Thurn 27.02 | Trysil 13.03 | Trysil 14.03 | Hafjell 18.03 |
| --- | ----------- | -------------- | -------------- | --------------- | ---------------- | ---------------- | ------------ | ------------ | ------------- |
| Mateusz Szczap | dnq75       | –              | –              | –               | –                | –                | –            | –            | –             |
| 1-3 4-30 poniżej 30 dnf – Zawodnik nie ukończył przejazdu dns – Zawodnik nie wystartował dsq – Zawodnik został zdyskwalifikowany dnq – Zawodnik nie zakwalifikował się do 2. przejazdu (liczba u góry oznacza miejsce zajęte w 1. przejeździe) 1/2 – Zawodnik nie wystartował, nie ukończył lub został zdyskwalifikowany w 1./2. przejeździe |             |                |                |                 |                  |                  |              |              |               |

### Slalom
| Zawodnik | Val di Fassa 17.12 | Obereggen 19.12 | Berchtesgaden 13.01 | Berchtesgaden 14.01 | Gstaad-Saanenland 05.02 | Gstaad-Saanenland 06.02 | Kläppen 10.03 | Kläppen 11.03 | Hafjell 17.03 |
| --- | ------------------ | --------------- | ------------------- | ------------------- | ----------------------- | ----------------------- | ------------- | ------------- | ------------- |
| Piotr Habdas | –                  | –               | –                   | –                   | –                       | –                       | dnf1          | dnf1          | dnf1          |
| Michał Jasiczek | –                  | dnf1            | –                   | –                   | –                       | –                       | –             | –             | –             |
| Paweł Pyjas | dnf1               | dnf1            | dnf2                | dnf1                | –                       | –                       | –             | –             | –             |
| 1-3 4-30 poniżej 30 dnf – Zawodnik nie ukończył przejazdu dns – Zawodnik nie wystartował dsq – Zawodnik został zdyskwalifikowany dnq – Zawodnik nie zakwalifikował się do 2. przejazdu (liczba u góry oznacza miejsce zajęte w 1. przejeździe) 1/2 – Zawodnik nie wystartował, nie ukończył lub został zdyskwalifikowany w 1./2. przejeździe |                    |                 |                     |                     |                         |                         |               |               |               |

## Klasyfikacje
| Lp. | Zawodnik             | Punkty |
| --- | -------------------- | ------ |
| 1.  | Manuel Traninger     | 588    |
| 2.  | Theodor Brækken      | 582    |
| 3.  | Vincent Wieser       | 519    |
| 4.  | Giovanni Franzoni    | 495    |
| 5.  | Stefan Eichberger    | 490    |
| 6.  | Eirik Hystad Solberg | 473    |
| 7.  | Felix Hacker         | 451    |
| 8.  | Emanuele Buzzi       | 449    |
| 9.  | Stefan Rieser        | 446    |
| 10. | Fabian Ax Swartz     | 435    |

| Lp. | Zawodnik          | Punkty |
| --- | ----------------- | ------ |
| 1.  | Livio Hiltbrand   | 352    |
| 2.  | Lars Rösti        | 340    |
| 3.  | Stefan Rieser     | 318    |
| 4.  | Manuel Traninger  | 312    |
| 5.  | Vincent Wieser    | 282    |
| 6.  | Nicolò Molteni    | 264    |
| 7.  | Wiley Maple       | 255    |
| 8.  | Stefan Eichberger | 221    |
| 9.  | Christoph Krenn   | 212    |
| 10. | Felix Hacker      | 194    |

| Lp. | Zawodnik          | Punkty |
| --- | ----------------- | ------ |
| 1.  | Florian Loriot    | 416    |
| 2.  | Giovanni Franzoni | 310    |
| 3.  | Manuel Traninger  | 276    |
| 4.  | Stefan Eichberger | 269    |
| 5.  | Emanuele Buzzi    | 268    |
| 6.  | Felix Hacker      | 257    |
| 7.  | Vincent Wieser    | 237    |
| 8.  | Adrien Fresquet   | 180    |
| 8.  | Christoph Krenn   | 180    |
| 10. | Nicolò Molteni    | 160    |
| 10. | Sam Alphand       | 160    |

| Lp. | Zawodnik             | Punkty |
| --- | -------------------- | ------ |
| 1.  | Jonas Stockinger     | 370    |
| 2.  | Jesper Wahlqvist     | 339    |
| 3.  | Diego Orecchioni     | 327    |
| 4.  | Simon Talacci        | 321    |
| 5.  | Noel Zwischenbrugger | 299    |
| 6.  | Flavio Vitale        | 289    |
| 7.  | Marco Fischbacher    | 286    |
| 8.  | Christian Borgnaes   | 237    |
| 9.  | Léo Anguenot         | 224    |
| 10. | Fadri Janutin        | 217    |

| Lp. | Zawodnik             | Punkty |
| --- | -------------------- | ------ |
| 1.  | Theodor Brækken      | 559    |
| 2.  | Fabian Ax Swartz     | 435    |
| 3.  | Eduard Hallberg      | 336    |
| 4.  | Eirik Hystad Solberg | 334    |
| 5.  | Tanguy Nef           | 330    |
| 6.  | Matthias Iten        | 244    |
| 7.  | Reto Schmidiger      | 216    |
| 8.  | Noel von Grünigen    | 213    |
| 9.  | Hans Grahl-Madsen    | 198    |
| 10. | Simon Rueland        | 175    |

| Lp. | Państwo           | Punkty |
| --- | ----------------- | ------ |
| 1.  | Szwajcaria        | 4260   |
| 2.  | Austria           | 4229   |
| 3.  | Włochy            | 3106   |
| 4.  | Francja           | 2913   |
| 5.  | Norwegia          | 2402   |
| 6.  | Niemcy            | 1672   |
| 7.  | Szwecja           | 1127   |
| 8.  | Stany Zjednoczone | 858    |
| 9.  | Finlandia         | 550    |
| 10. | Hiszpania         | 428    |